# Zwarte propaganda
Zwarte propaganda is valse informatie die lijkt van een bepaalde bron afkomstig te zijn maar in feite van een andere partij afkomstig is. Het doel hiervan is het zwartmaken, demoniseren of belachelijk maken van de andere partij. Het is hiermee een vorm van psychologische oorlogsvoering.
Het verschil tussen zwarte propaganda enerzijds en witte en grijze propaganda anderzijds is dat bij zwarte propaganda een valse afzender gepresenteerd wordt, terwijl bij witte propaganda de afzender bekend is en bij grijze propaganda de afzender niet genoemd wordt.
Het ware doel van de propaganda en de ware bron zijn verborgen. Met zwarte propaganda kan men mensen beïnvloeden zonder dat zij dit in de gaten hebben. Voorwaarde is wel dat de ontvanger hier gevoelig voor moet zijn. Wanneer de boodschap slecht is overgebracht, niet een gevoelige snaar raakt of de ontvanger niet gelooft dat deze van de geclaimde bron afkomstig is, faalt de propaganda of kan deze zelfs averechts werken.
Met zwarte propaganda kan men zowel de andere partij verzwakken als eventuele acties jegens de eigen achterban rechtvaardigen met valse argumenten. Partij X kan bijvoorbeeld brieven fabriceren die zogenaamd afkomstig zijn van radicale elementen binnen partij Y, waarin wordt opgeroepen 'alle leden van partij X onverwijld als beesten af te slachten'. Dit kan enerzijds leiden tot onrust binnen partij Y, waarbij de gematigden de radicalen afvallen. Anderzijds kan de leiding van partij X hiermee een offensieve actie tegen partij Y legitimeren naar zijn achterban.

## Tweede Wereldoorlog

Nationaalsocialistische anti-geallieerde propagandaposter

De Britten hadden onder regie van het Political Warfare Executive verschillende radiostations die pretendeerden Duitze zenders te zijn. Gustav Siegfried Eins (GS1) deed zich voor als een clandestiene Duitse zender geleid door nazi's die zo radicaal waren dat het zelfs de regering te gortig werd. De spreker, 'Der Chef', beschuldigde Hitler ervan te 'soft' te zijn, en beschuldigde partijkopstukken van allerlei seksuele excessen. Een ander initiatief was Soldatensender Calais, dat pretendeerde een Wehrmachtzender te zijn. Tussen de sportuitslagen en speeches van Hitler was echter subtiele geallieerde propaganda verwerkt. Een ander voorbeeld was het opzettelijke verspreide valse gerucht dat de Duitsers een landingspoging hadden ondernomen in Engeland, die was afgeslagen. De bedoeling was het moreel in Engeland en bezet Europa op te peppen.
Ook de Duitsers bedienden zich voornamelijk van zwarte propaganda via de radio op een vergelijkbare manier. Het bekendste voorbeeld was echter het in 1944 droppen van nep-illegale krantjes boven Denemarken, waarin de Denen werden opgeroepen een bezetting te accepteren van Russische en Afro-Amerikaanse troepen. Ook in Nederland werden pamfletten uitgeworpen waarin te lezen stond dat een Afro-Amerikaanse invasie omarmd diende te worden.
In Nederland verscheen het satirisch blad De Gil, dat de indruk wekte een illegaal blad te zijn. In werkelijkheid was het een door Dr. Erwin Haagn, de vertegenwoordiger van het Rijkscommissariaat van Goebbels' Propagandaministerie in Den Haag, gestimuleerd nationaalsocialistisch propagandablad. Met koppen als "NSB-gespuis moet opgehangen worden" en "Groote Duitsche verliezen aan het oostfront" werd de nietsvermoedende Nederlander verleid het blad te kopen. In wezen werd, tussen de regels door, propaganda voor Duitsland gemaakt. In het veertiende en tevens laatste nummer van De Gil, dat op 15 september 1944 verscheen, introduceerde Van den Hout de later zo beroemd geworden benaming Dolle Dinsdag.
Een van de bekendste voorbeelden van zwarte propaganda was het Tanaka Memorandum, zogenaamd afkomstig van toenmalig premier Tanaka Giichi en gericht aan keizer Hirohito, waarin hij een Japanse strategie leidend tot Japanse 'werelddominantie' uiteen zet. Het is zo goed als zeker dat het document echter niet afkomstig is van Tanaka of enige andere bron binnen de toenmalige Japanse regering en dus vervalst is. De meeste historici vermoeden dat Chinese communisten het document hebben opgesteld.
Het bekendste voorbeeld van Japanse zwarte propaganda is het volgende pamflet, verspreid in de Filipijnen met als doel Filipinos tegen de Amerikanen op te zetten:
"Waarschuwing tegen geslachtsziekten. Recentelijk is er een grote toename van het aantal gevallen van geslachtsziekten gesignaleerd wegens contacten met Filipijnse vrouwen met een dubieus karakter. Vanwege de extreme omstandigheden veroorzaakt door de Japanse bezetting zijn zij bereid tot seksuele dienstverlening in ruil voor voedsel. We raden aan voorzorgsmaatregelen te nemen zoals condooms of medicijnen. Het is echter beter om seksuele omgang te beperken tot getrouwde vrouwen, maagden en vrouwen van respectabel karakter. Bovendien zijn veel Filipinas pro-Amerikaans waardoor de vrouwen nog meer geneigd zijn zich aan Amerikanen aan te bieden, en omdat Filipinas geen hygiëne kennen, heersen er veel ziektes en zijn voorzorgsmaatregelen nodig. US Army."

## De Koude Oorlog
De Sovjet-Unie maakte met name gebruik van zwarte propaganda of 'desinformatie' tijdens de Koude Oorlog. Een bekend voorbeeld was de Iraanse gijzelingscrisis. Terwijl de Sovjet-Unie de gijzelneming openlijk veroordeelde, werd door radiostations, die zich als Iraanse zenders voordeden, de gijzeling goedgekeurd en anti-Amerikaanse stemming aangejaagd. 
Zeer bekend was de 'desinformatie' die verspreid werd door Dienst A van het Eerste KGB-Hoofddirectoraat tijdens de Koude Oorlog. Zo werden bijvoorbeeld in door de KGB in 1971 bomaanslagen gepleegd bij zwarte organisaties, waarna telefoontjes werden gepleegd waarin de Jewish Defence Leage de aanslag 'opeiste'. Een ander voorbeeld was een brief, zogenaamd afkomstig van de Ku Klux Klan, die in 1984 door de Dienst naar het Olympische Comité van Afrikaanse en Aziatische landen werd gestuurd, en waarin in extreem racistische bewoordingen werd gedreigd dat Afrikaanse atleten die zich zouden vertonen op de spelen zeker gedood zouden worden.

## Andere voorbeelden
- Protocollen van de wijzen van Sion was een aan de Joden toegeschreven samenzweringsplot voor de omverwerping van de christelijke maatschappij, maar was in feite gefabriceerd door de Russische geheime dienst, de Ochrana.
- Black Panther Coloring Book was een zogenaamd door de Black Panthers uitgegeven kleurboek waarin o.a. kleurplaten van varkens in politie-uniform stonden. De ware maker was de Amerikaanse overheid, die de beweging wilde discrediteren.
- De Mon cher Mustafa-brief was een gefingeerde brief van een Algerijnse immigrant aan een achterblijver in Algerije uit 1983. De tekst luide: "Mijn beste Mustafa, Met de zege van de Almachtige Allah zijn we heer en meester geworden in Parijs. Kom snel, wij verwachten jullie in grote aantallen, want Mitterrand heeft ons stemrecht beloofd. We hebben de Fransen uit Algerije geschopt, waarom kunnen wij niet hetzelfde doen hier?" De ware afzender was het Front National, dat mede hierdoor de lokale verkiezingen in 1983 in Dreux won.
- Een soortgelijke hoax betreft het interview 'Een islamitische visie op Europa'. Hierin wordt zogenaamd een 25-jarige islamitische student geïnterviewd, die een plan uiteenzet volgens welke de islam Europa zou overnemen, te beginnen met de stad Roubaix, die zou worden omgevormd tot islamitische enclave met invoering van de sharia. Hoewel dit een hoax is[2], wordt dit verhaal als zijnde waar gepubliceerd op verschillende plaatsen op het internet, onder andere op de site van het Vlaams Belang.[3]
- In 2007 werden flyers in Australië rondgedeeld waarin islamitische extremisten kopstukken in de Liberale Partij 'bedankten' voor hun 'steun'.
- In 1995 betichtte de Sunday Telegraph dat Saif al-Islam Gaddafi betrokken was bij witwasfraude. De betreffende schrijver bleek zijn informatie van MI6 te hebben gekregen.
- In 1924 publiceerde de Daily Mail een brief die zogenaamd afkomstig was van Komintern-voorzitter Grigori Zinovjev. Hierin riep hij communisten op tot samenwerking met 'sympathisanten' in de Labour Party en het leger. Dit leidde tot een grote afkeer jegens links, waardoor de Conservatieven, precies zoals ze hadden bedoeld, een grote verkiezingsoverwinning boekten.
- In 1844 probeerden politieke tegenstanders James K. Polk zwart te maken met een gerucht dat hij zijn slaven brandmerkte. Een en ander kwam echter uit en zijn tegenstanders leden gevoelig gezichtsverlies.
- Een aantal in het Watergate-schandaal onthulde 'dirty tricks' behelsde het gebruik van zwarte propaganda waarmee tegenstanders of potentiële tegenstanders van Nixon zwart werden gemaakt.
- De CIA publiceerde documenten die afkomstig zouden zijn van overloper Penkovsky. Dit was onwaar. De CIA beoogde hiermee de geloofwaardigheid van de Sovjet-Unie aan te tasten door de schade van het overlopen van Penkovsky te overdrijven.